# 比罗费尔德农村居民点
比罗费尔德农村居民点（俄语：Бирофельдское сельское поселение）是俄罗斯联邦犹太自治州比罗比詹区所属的一个农村居民点。其下辖有5个居民点，行政中心为比罗费尔德。据2016年统计，该农村居民点的人口为1602人。